# Sarras (Francja)
Sarras – miejscowość i gmina we Francji, w regionie Owernia-Rodan-Alpy, w departamencie Ardèche.
Według danych na rok 1990 gminę zamieszkiwało 1837 osób, a gęstość zaludnienia wynosiła 158 osób/km² (wśród 2880 gmin regionu Rodan-Alpy Sarras plasuje się na 469. miejscu pod względem liczby ludności, natomiast pod względem powierzchni na miejscu 1001.).

## Populacja

Populacja Sarras w latach 1962-2008